# Église Saint-Remy de Saint-Remy-Geest
L'église Saint-Remy est une église de style classique située à Saint-Remy-Geest, village de la commune belge de Jodoigne, en province du Brabant wallon.

## Localisation
L'église, entourée de son cimetière, se dresse en hauteur, à l'intersection de la rue de la Cense Bivort et du chemin des Carriers, au sommet du village de Saint-Remy-Geest qui figure depuis 2022 au nombre des « Plus beaux villages de Wallonie »,,,,,.
Occupant le point culminant, sa silhouette domine le village et le paysage et se voit de loin.

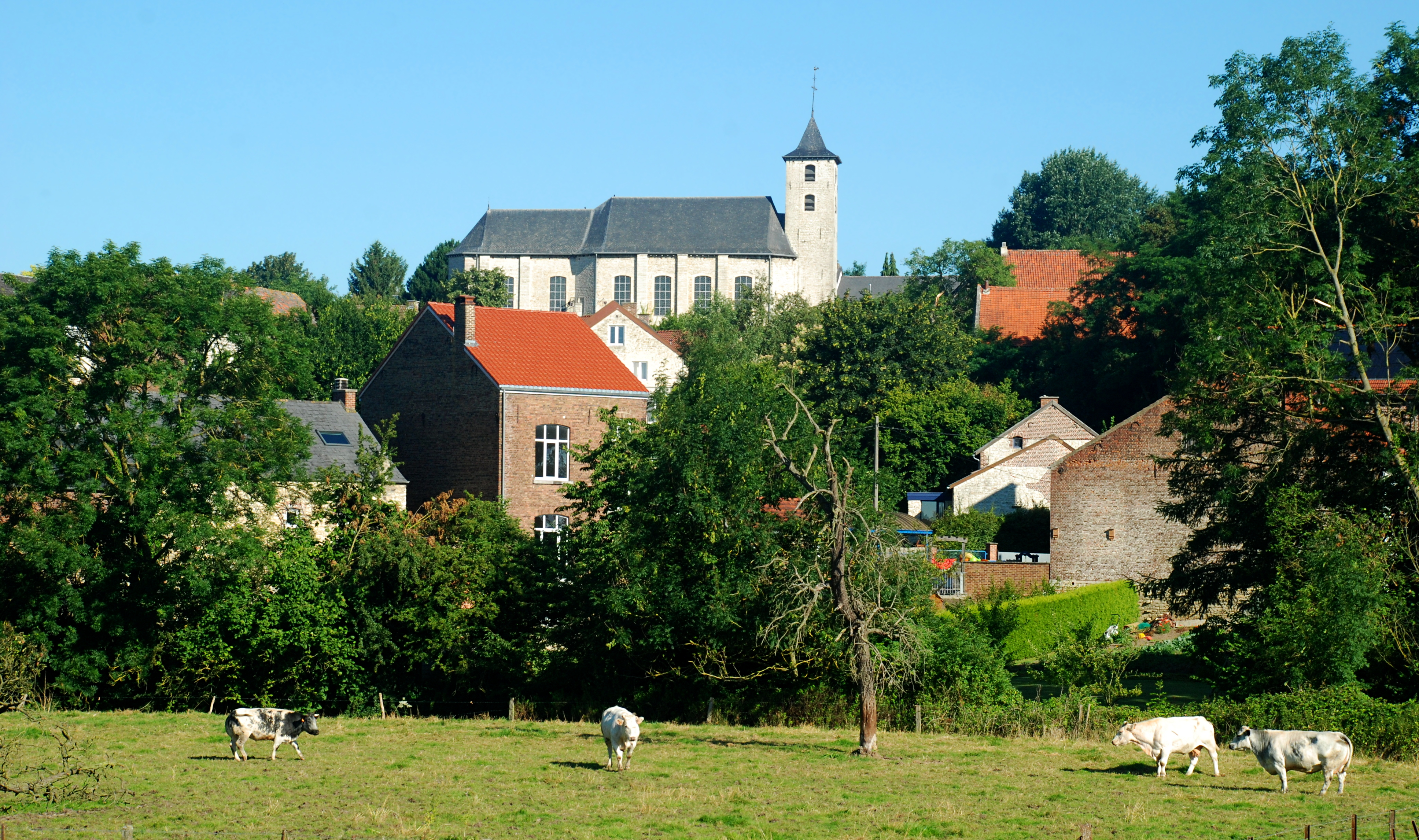
L'église dominant le village et le paysage.

## Toponymie
On retrouve le nom de Geest dans le nom des trois villages Saint-Remy-Geest, Sainte-Marie-Geest et Saint-Jean-Geest. 
Pour Jean-Jacques Jespers (2005), le nom de Geest provient du germanique *gaistu qui signifie hauteur sablonneuse.
Selon Jules Tarlier et Alphonse Wauters (1872), par contre, « Le nom de Geest, qui se rencontre fréquemment dans la vallée de la Grande-Gette, provient évidemment de la forme flamande du nom de cette rivière de même que Jauche et Jauchelette en reproduisent la forme wallonne. Les étymologies tirées des mots flamands geest, esprit, geest, terrain élevé, sablonneux, stérile, gast, hôte, ne peuvent présenter en leur faveur aucun argument sérieux ».
Tarlier et Wauters précisent que « Ce n'est qu'au treizième siècle que des noms de saints servent à distinguer l'un de l'autre les trois Geest existant, sous la même latitude, entre Jodoigne et Zétrud-Lumay. Auparavant on disait simplement Gest (1034), en latin Gestum (1138) ».

## Historique
Au XVIIe siècle, l'église paroissiale de Saint-Remy-Geest était rattachée à l'abbaye bénédictine Saint-Laurent de Liège,. Elle a fait partie à toutes les époques du doyenné de Jodoigne.
En 1759, comme l'église se trouvait dans un état de délabrement complet, l'abbé de Saint-Laurent y fit des travaux mais avec une telle hâte que le maire et les échevins se plaignirent de n'avoir pas eu communication des plans et entamèrent un procès devant le conseil de Brabant,.
Le plan du nouvel édifice (dû à l'architecte Bovesse,,) fut approuvé par une sentence du 28 août 1760. Les habitants du village ne tardèrent cependant pas à réclamer contre certains détails de la nouvelle construction, et un accord conclu en 1768 avec l'approbation du seigneur du village fit droit aux plaintes des habitants. Le chœur, jugé trop petit, fut allongé de seize pieds et se vit doté d'une fenêtre supplémentaire de chaque côté,. Un jubé fut établi au-dessus du portail et la communauté des paroissiens fit ériger une flèche haute de trente pieds,.
Après le concordat, la paroisse de Saint-Remy-Geest fut réunie à celle de Sainte-Marie-Geest pour en être séparée ultérieurement.

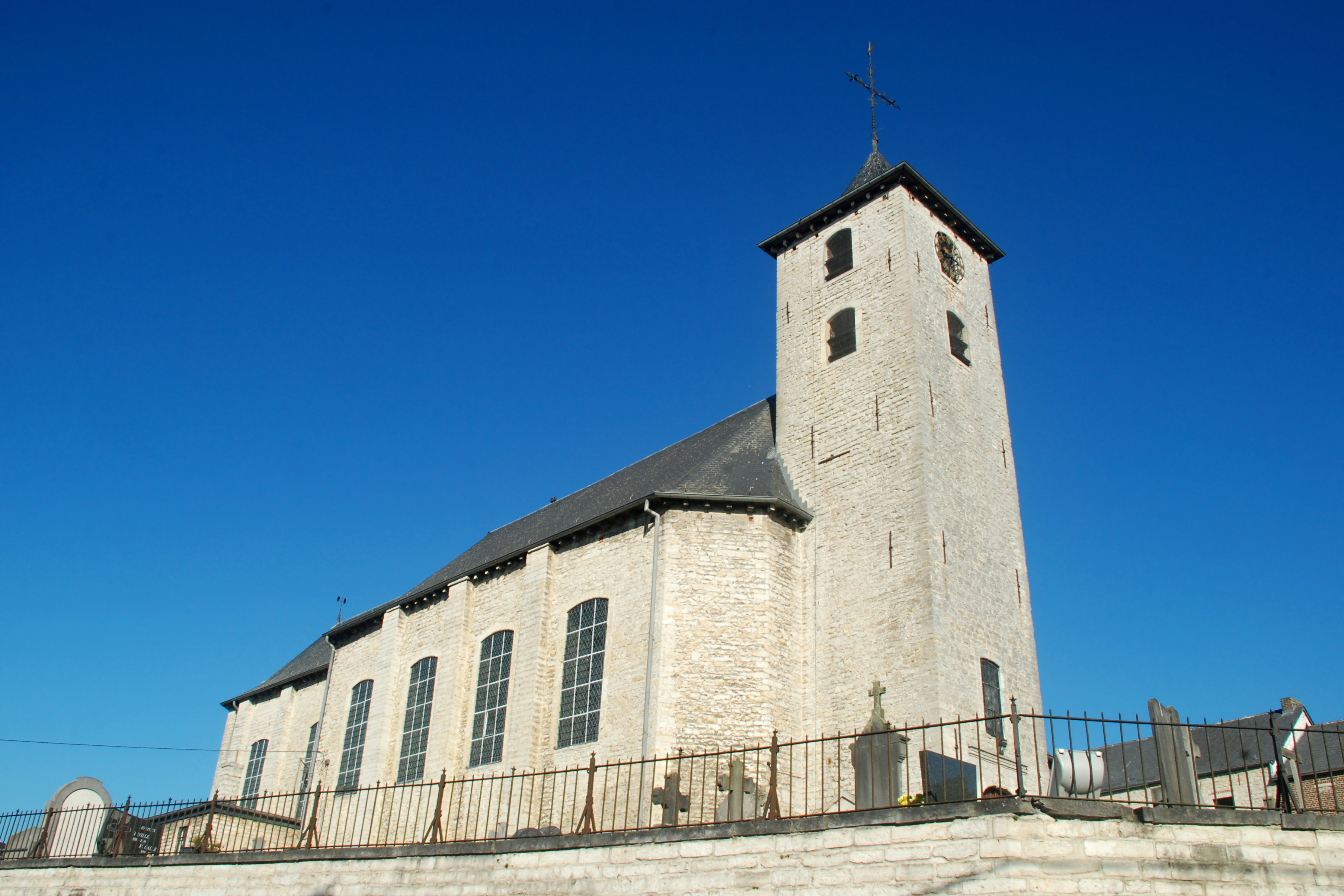
L'église vue de la rue de la Cense Bivort.

## Architecture

### Architecture extérieure

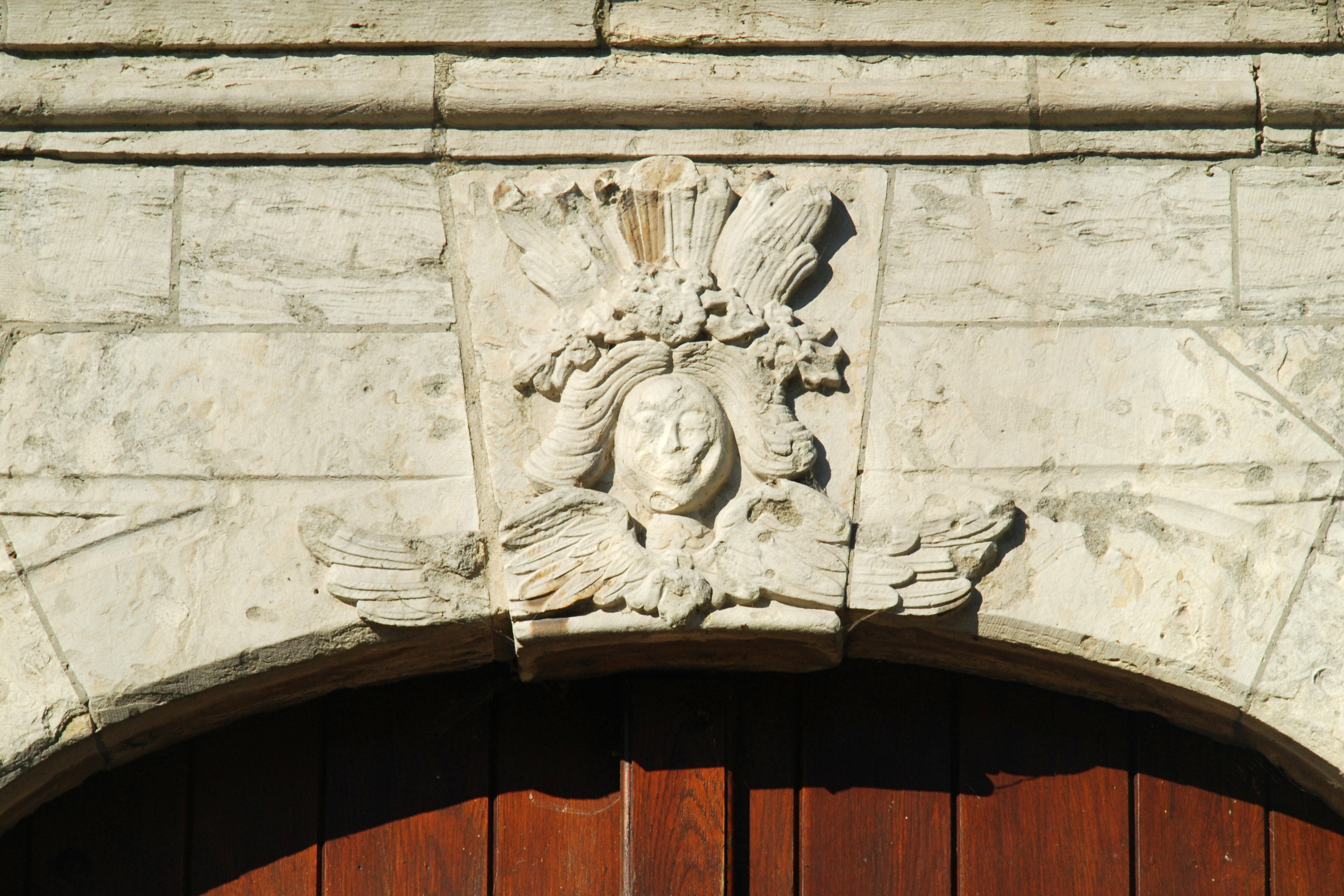
Clé d'arc du grand portail.

L'église, de style classique,, est entièrement édifiée en grès de Gobertange, une pierre extrêmement résistante extraite dans la région et qui a été énormément utilisée depuis le Moyen Âge.
Elle présente une disposition très particulière en ceci que son chevet est dirigé vers l'ouest  et non vers l'est : cette église est donc « occidentée » et non « orientée ».

#### La tour
L'édifice présente à l'est une haute tour carrée, flanquée au nord d'une tourelle pentagonale et percée au rez-de-chaussée d'un grand portail sur sa face principale et d'un portail plus petit sur sa face sud.
Le portail principal, de style classique, comporte deux piédroits faits de hauts blocs de pierre alternant avec des pierres plus petites, des impostes ornées de feuillages et un arc en anse de panier dont la clé d'arc est ornée d'un angelot et les écoinçons décorés de motifs floraux et végétaux.
Le petit portail qui perce la face latérale de la tour au sud, également de facture classique, présente des piédroits sculptés, des impostes en saillie, un arc en anse de panier aux écoinçons ornés de fleurs et à la clé d'arc saillante, le tout sommé d'un entablement et d'un fronton triangulaire.
La tour, agrémentée d'ancres de façade à tous les niveaux et surmontée d'une flèche d'ardoises, est percée d'une fenêtre de style classique au-dessus du grand portail et de baies campanaires à abat-sons aux deux derniers niveaux, dont l'une est ornée d'une horloge.

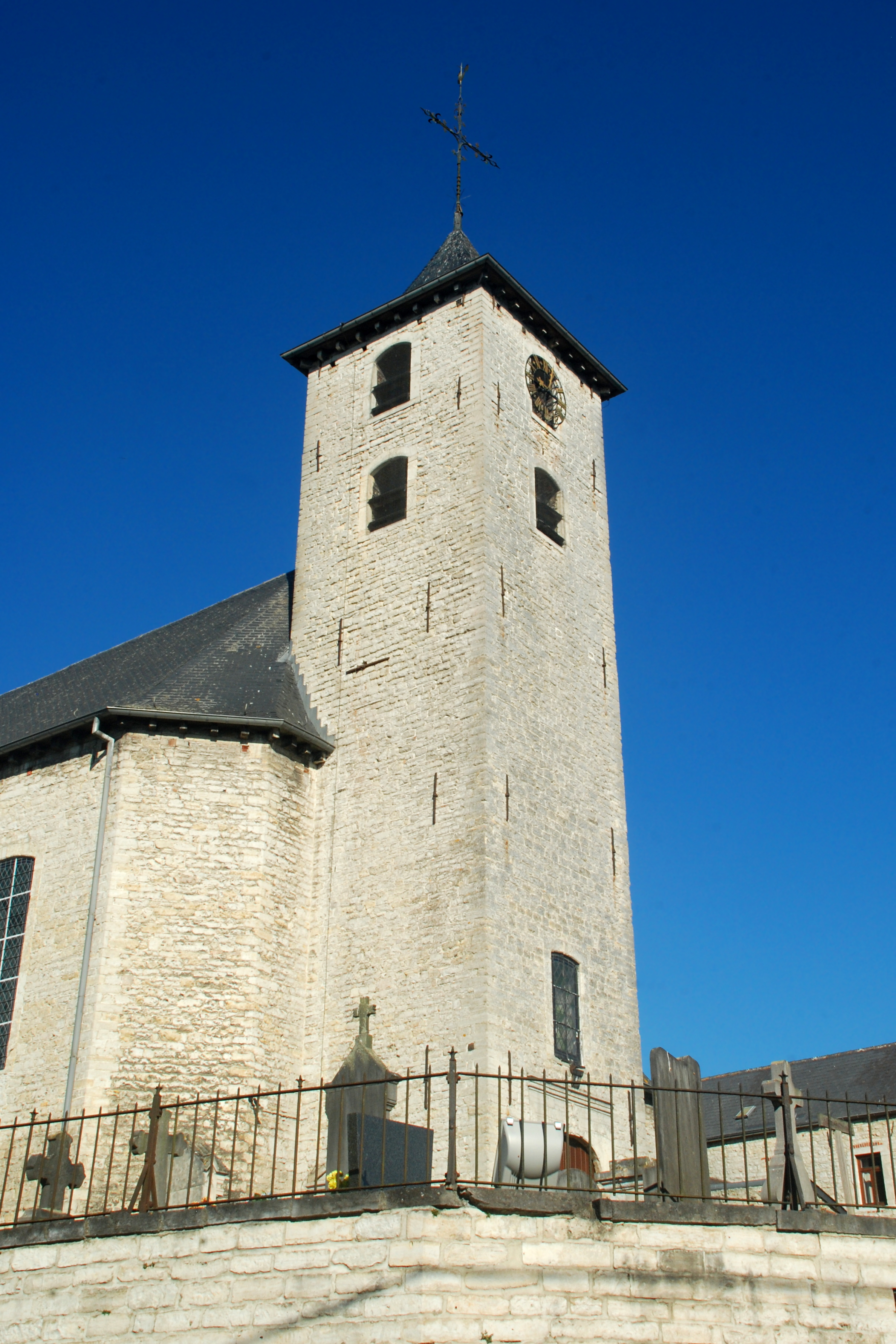
La tour.
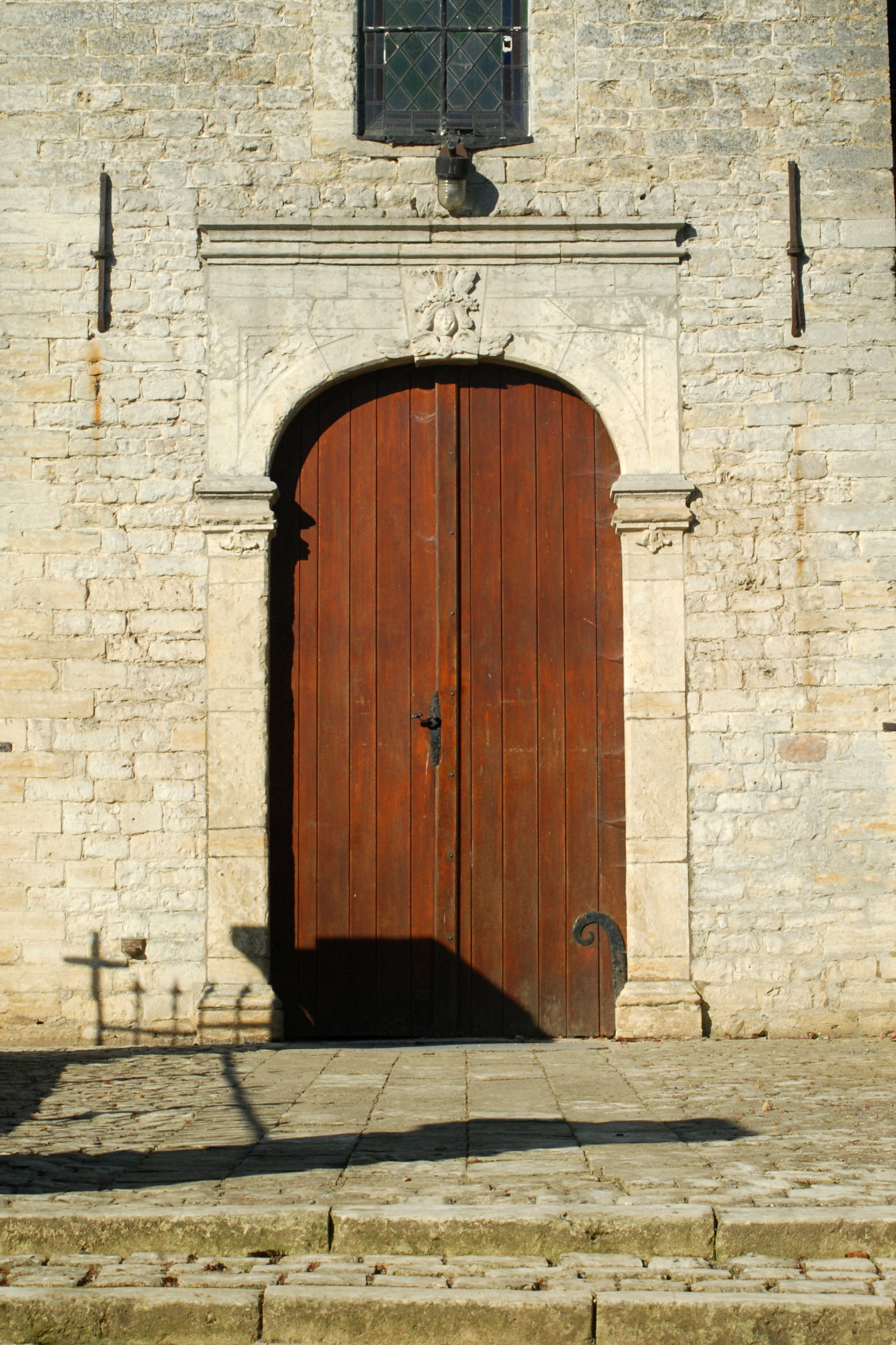
Le portail principal.
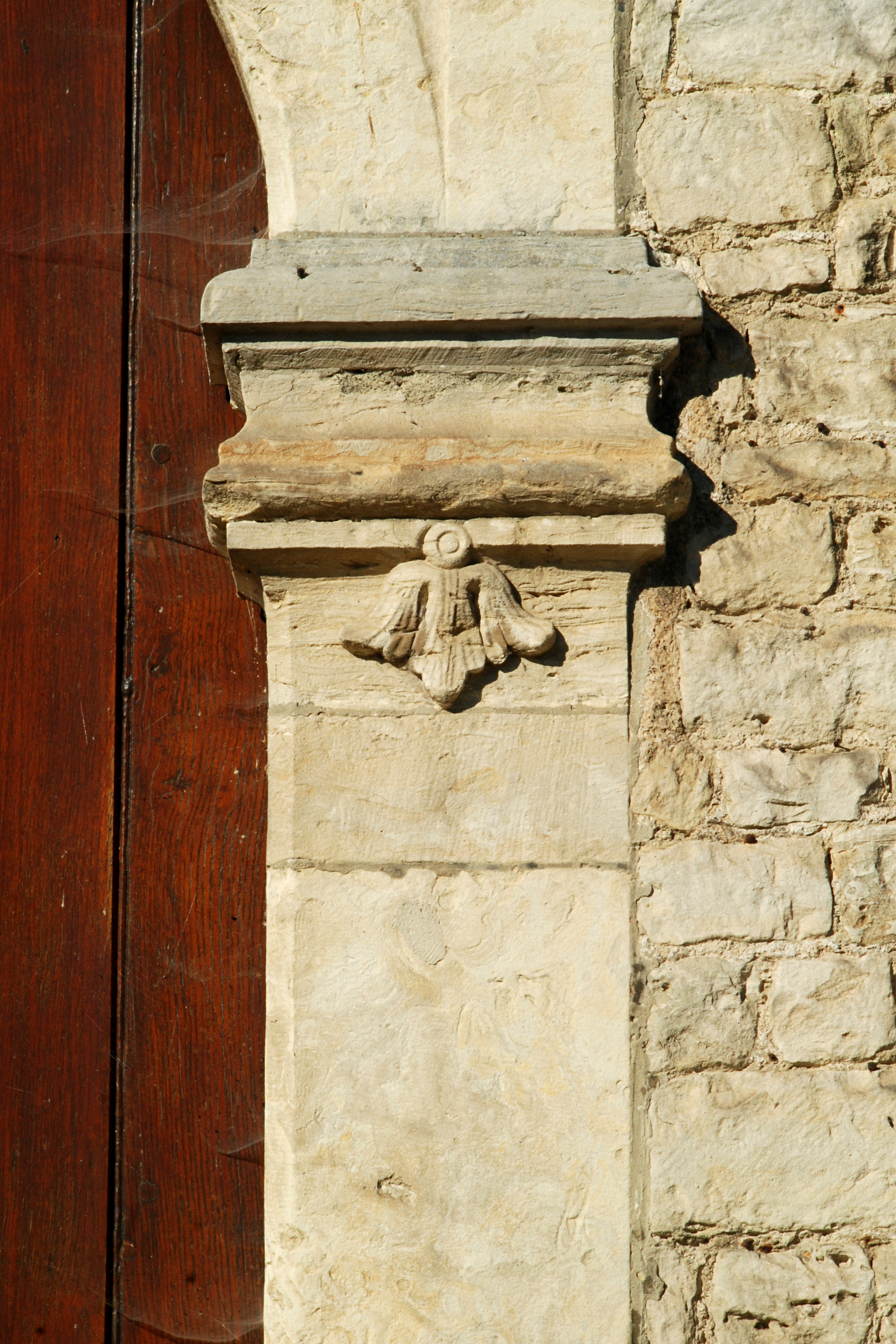
Imposte du grand portail.
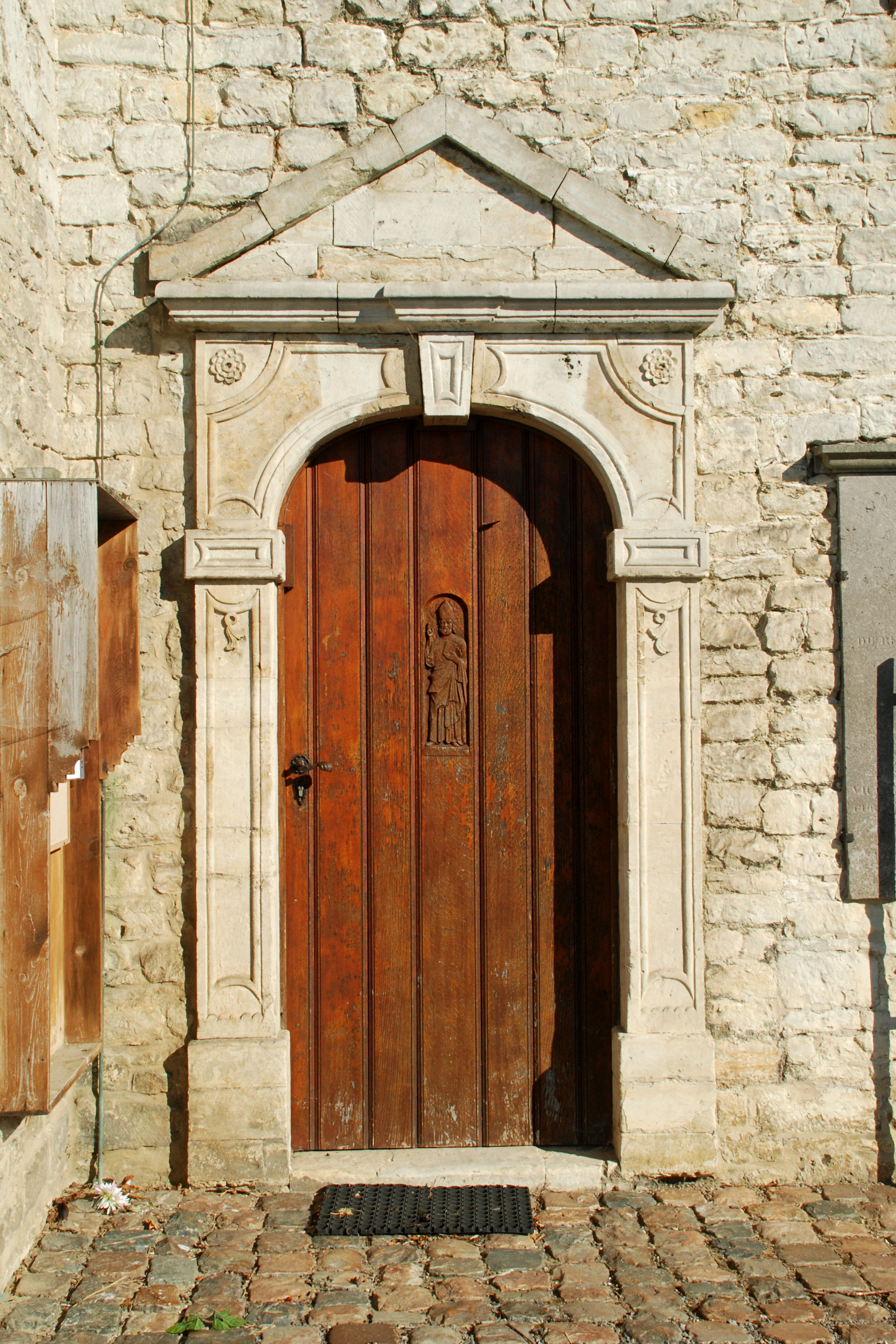
Le petit portail.
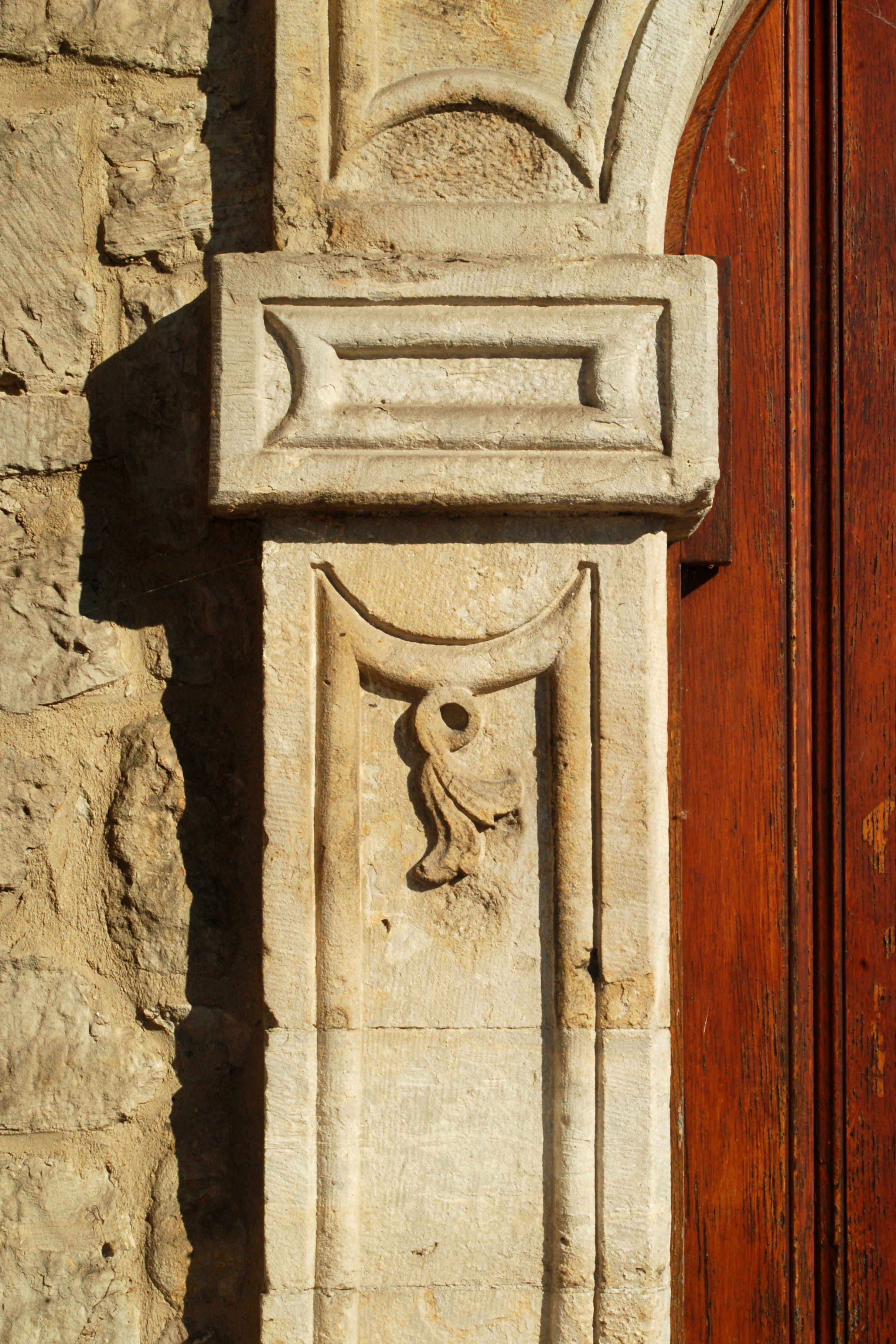
Imposte du petit portail.

#### La nef et le chevet
L'église comporte une seule nef de quatre travées dont les façades latérales sont soutenues par de hauts contreforts en forme de pilastres, entre lesquels viennent prendre place les hautes fenêtres de style classique.
Elle se termine à l'ouest (rappelons que l'église est « occidentée » et non « orientée ») par un chœur plus étroit que la nef, qui compte deux travées et est terminé par une abside aveugle à trois pans,. Le chœur est flanqué au sud d'une petite sacristie remaniée au XIXe siècle.
Le pan occidental de l'abside porte en hauteur un bas-relief frappé du millésime de 1768 pour rappeler le souvenir des travaux d'agrandissement de l'église opérés cette année-là. Le millésime est surmonté d'un ciboire, probablement (selon Tarlier et Wauters) pour indiquer que le curé ou la fabrique d'église y contribua.

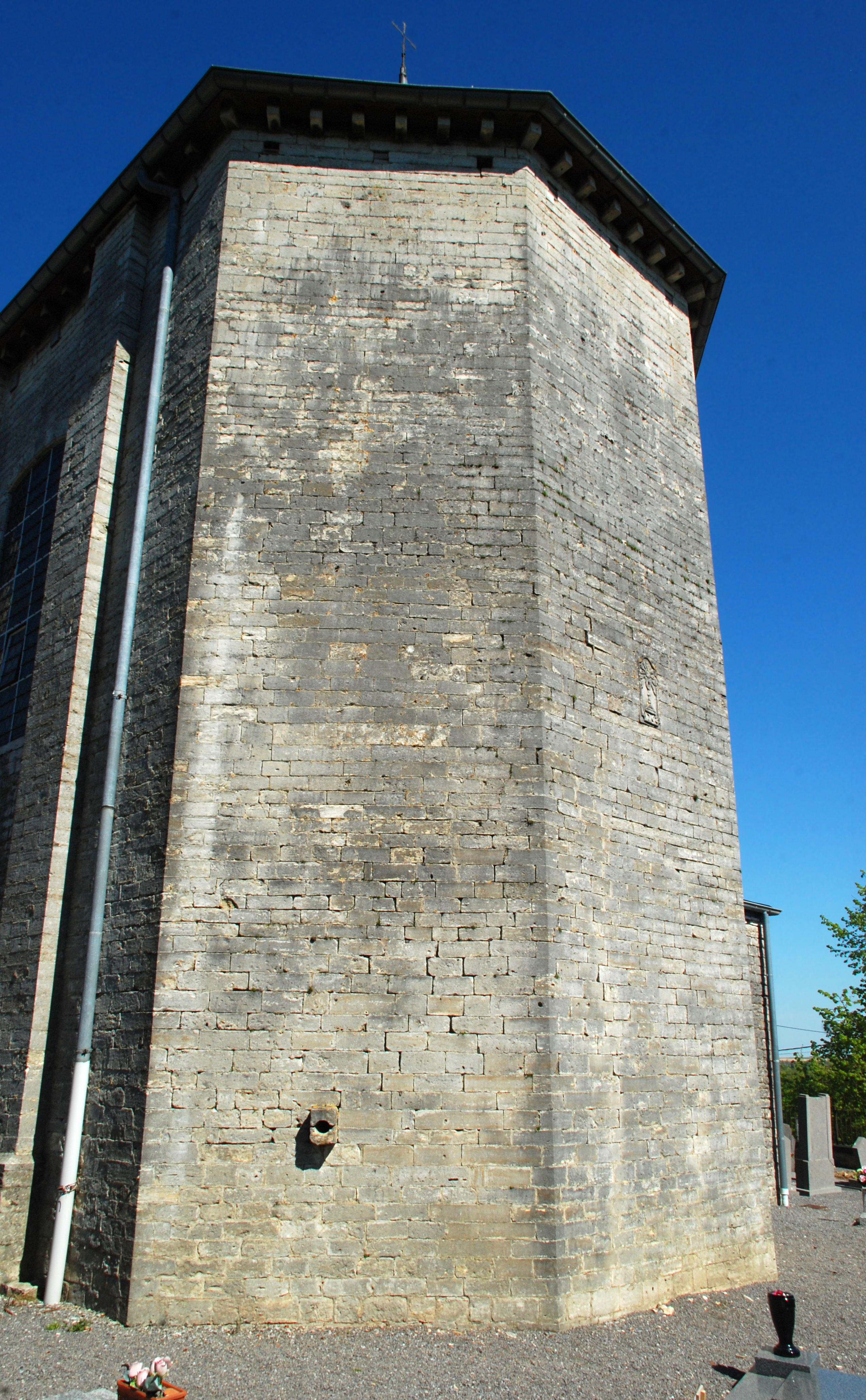
L'abside.
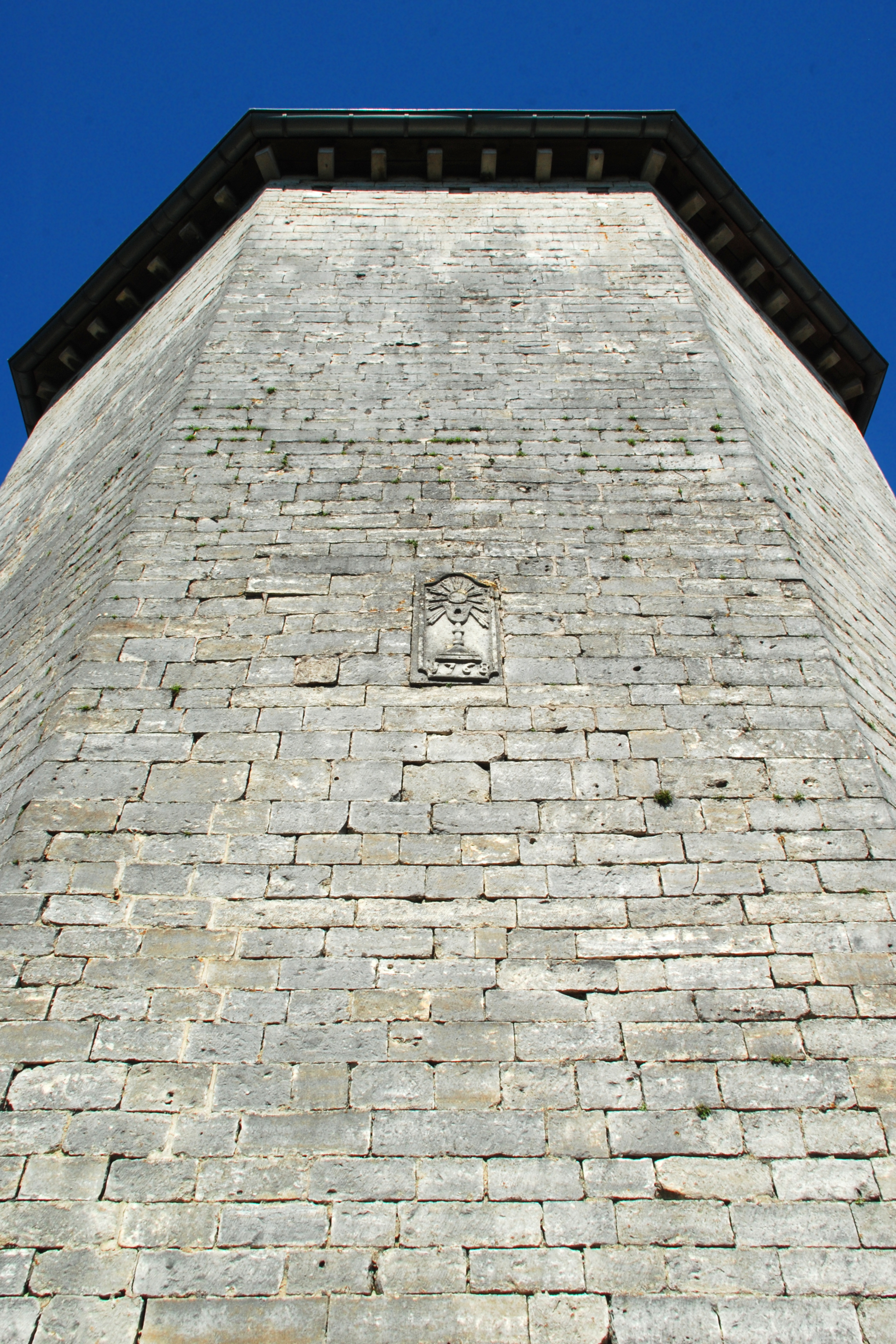
Le pan occidental.
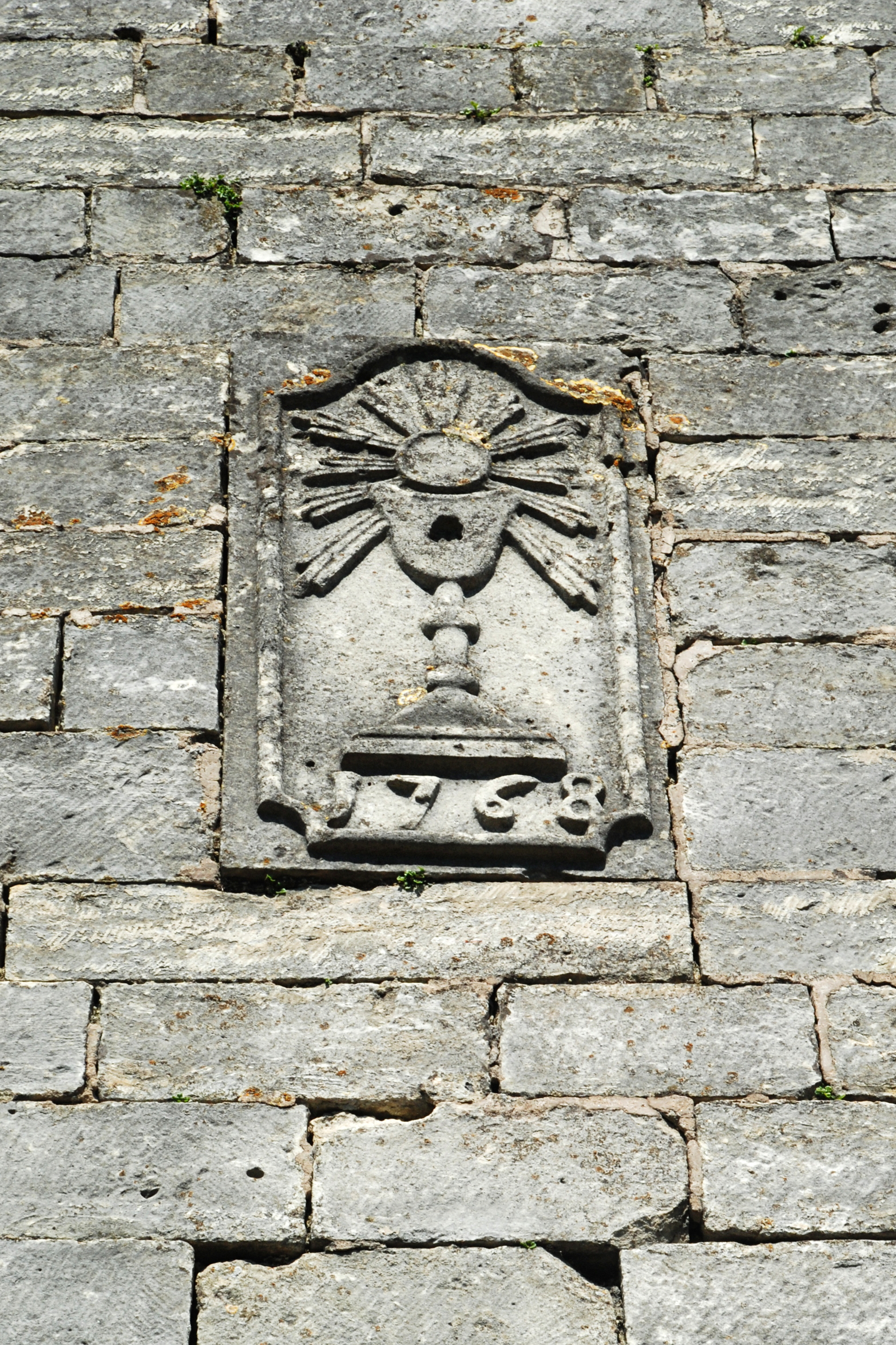
Le bas-relief.
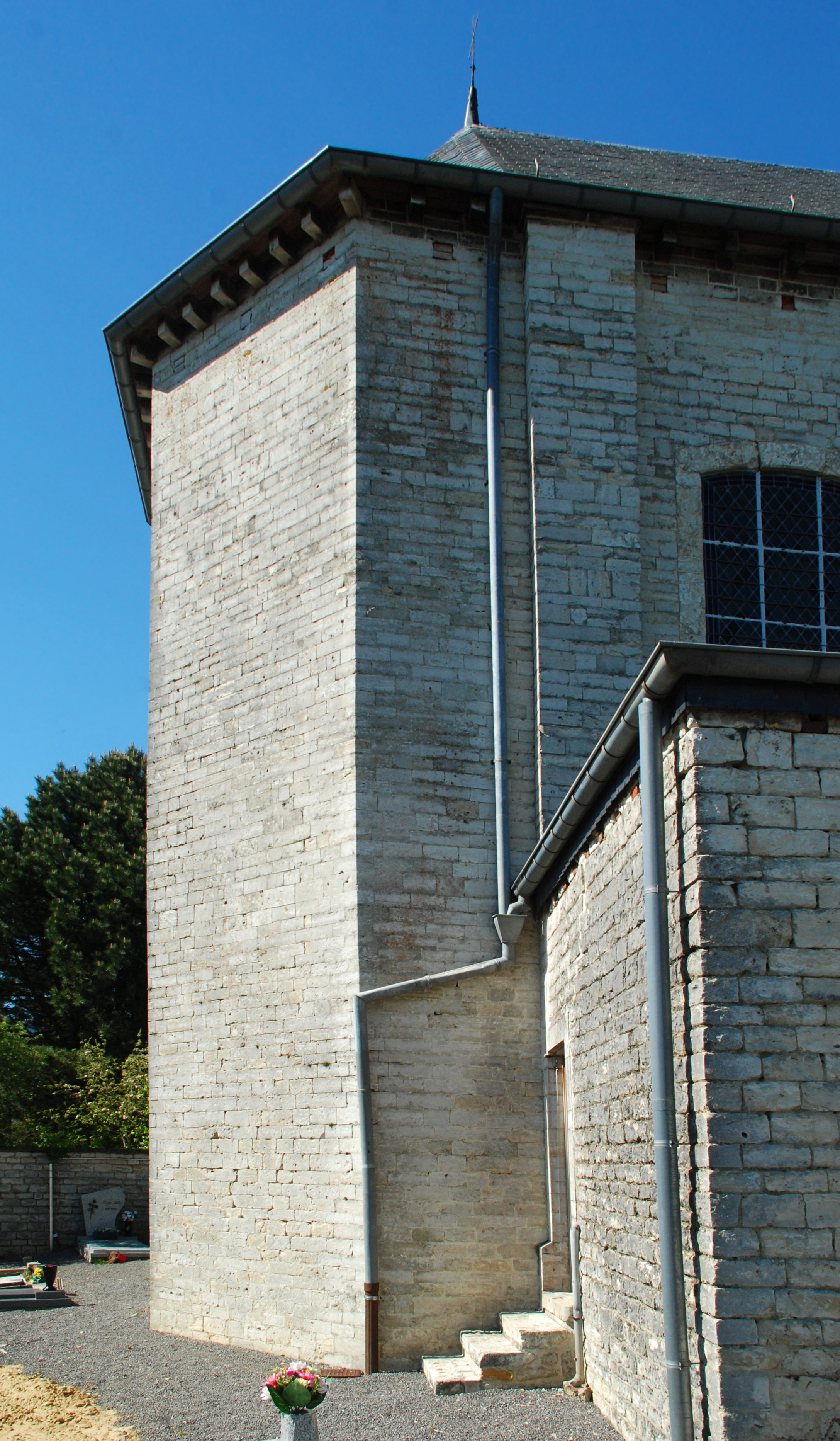
L'abside vue du sud.

### Architecture intérieure et patrimoine

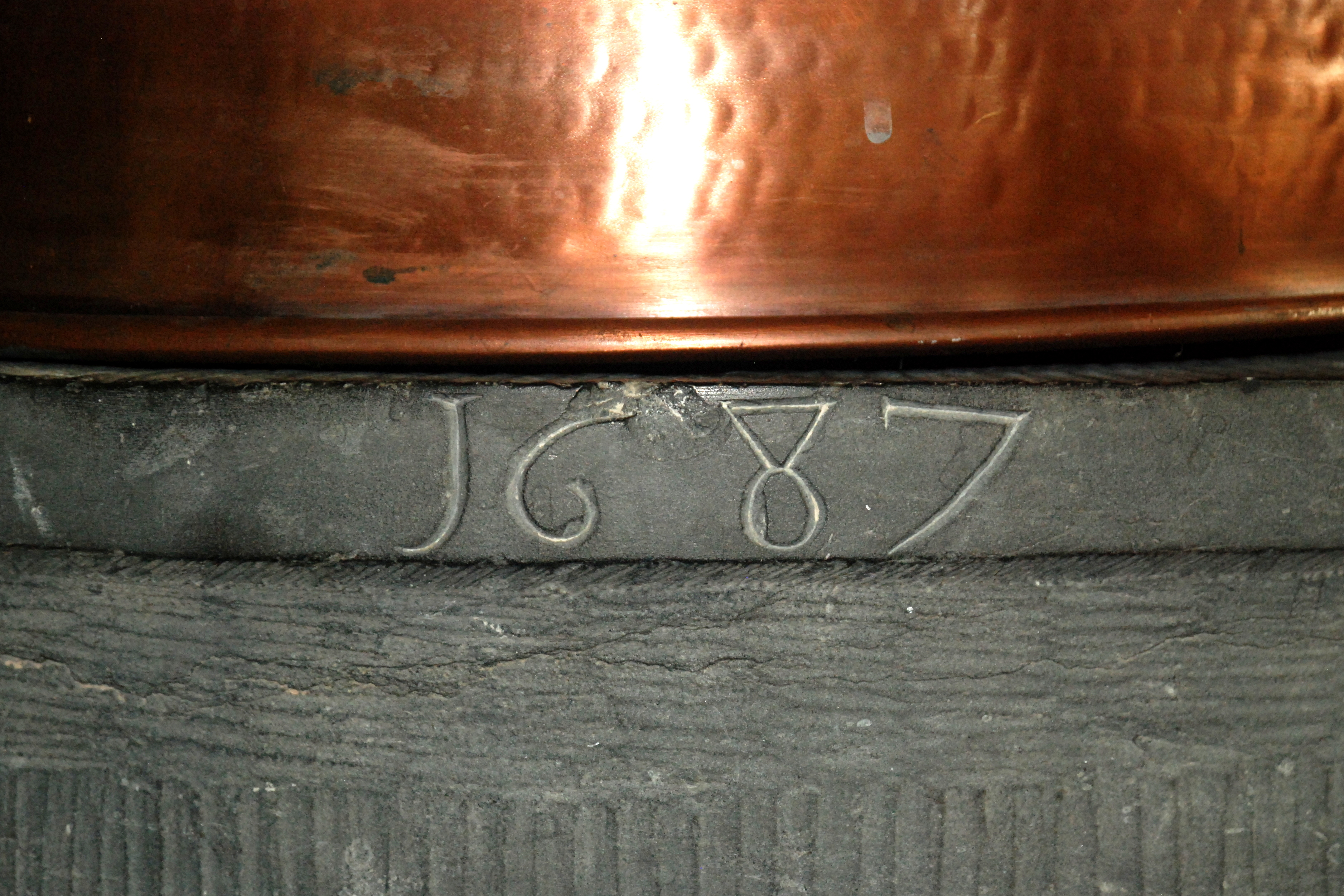
Le millésime des fonts baptismaux.

L'intérieur, très simple, est composé d'une nef unique dont les parois, percées de hautes et larges fenêtres classiques, sont rythmées par de hauts pilastres sur lesquels retombent les arcs-doubleaux de la voûte en berceau surbaissé.
Aux extrémités de la nef situées de part et d'autre du chœur se dressent deux autels latéraux en bois, de structure identique.
Chacun de ces autels, réalisé en chêne rehaussé de dorures, est composé verticalement de quatre éléments :
- une table d'autel dont l'antependium (devant d'autel) est orné d'un décor de marqueterie ;
- une prédelle lisse ;
- un retable incurvé orné d'une statue encadrée de deux pilastres et de quatre colonnes dont les chapiteaux composites dorés supportent un entablement ;
- un dais à volutes encadrant un écusson au motif rayonnant et flanqué de deux pots à feu.

L'autel de gauche abrite la statue de la Vierge : son écusson contient les lettres « A » et « M » entrelacées, résumant la formule latine « Auspice Maria » que l'on peut traduire par « Sous la protection de Marie », suivies de la lettre « R » pour « Regina » (Reine).
L'autel de droite abrite la statue de saint Rémy : son écusson représente l'œil de la Providence, un œil figuré dans un triangle entouré de nuages et de rayons de lumière. La statue du saint, datée du XIXe siècle, est vêtue d'habits traditionnellement confectionnés par des couturières du village.
Au fond de l'église se trouve une petite niche qui abrite les fonts baptismaux commandés en 1687 par le curé Jean Delwaide. Ces fonts sont réalisés en pierre bleue (petit granit) et le bord de la cuve baptismale porte le millésime de 1687.
Dans le chœur, un tableau daté entre 1701 et 1800 représente le baptême de Clovis par l'évêque Remi de Reims.
Enfin, la nef conserve une peinture sur bois datée entre 1591 et 1600 représentant la Vierge à l'Enfant.

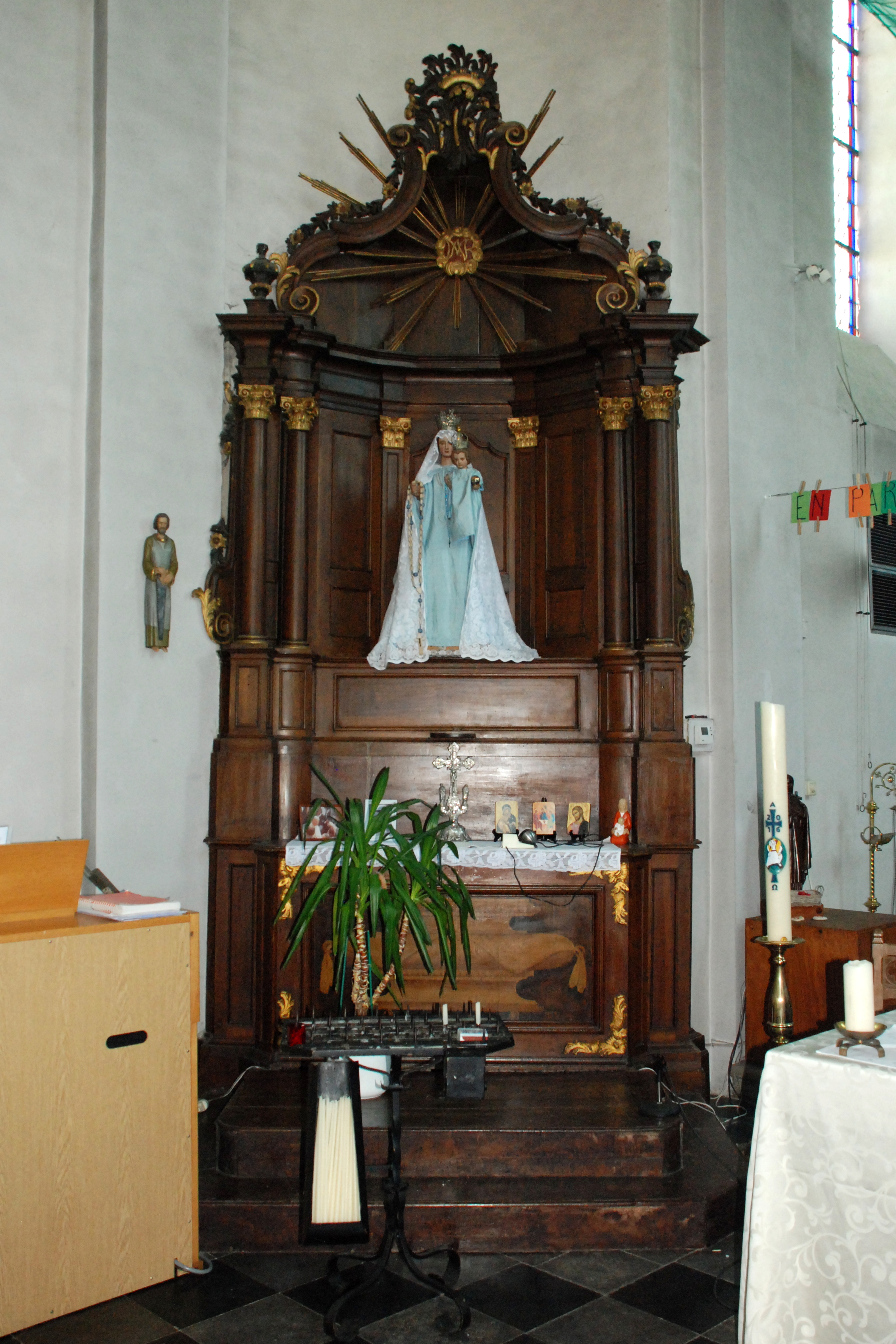
L'autel de la Vierge.
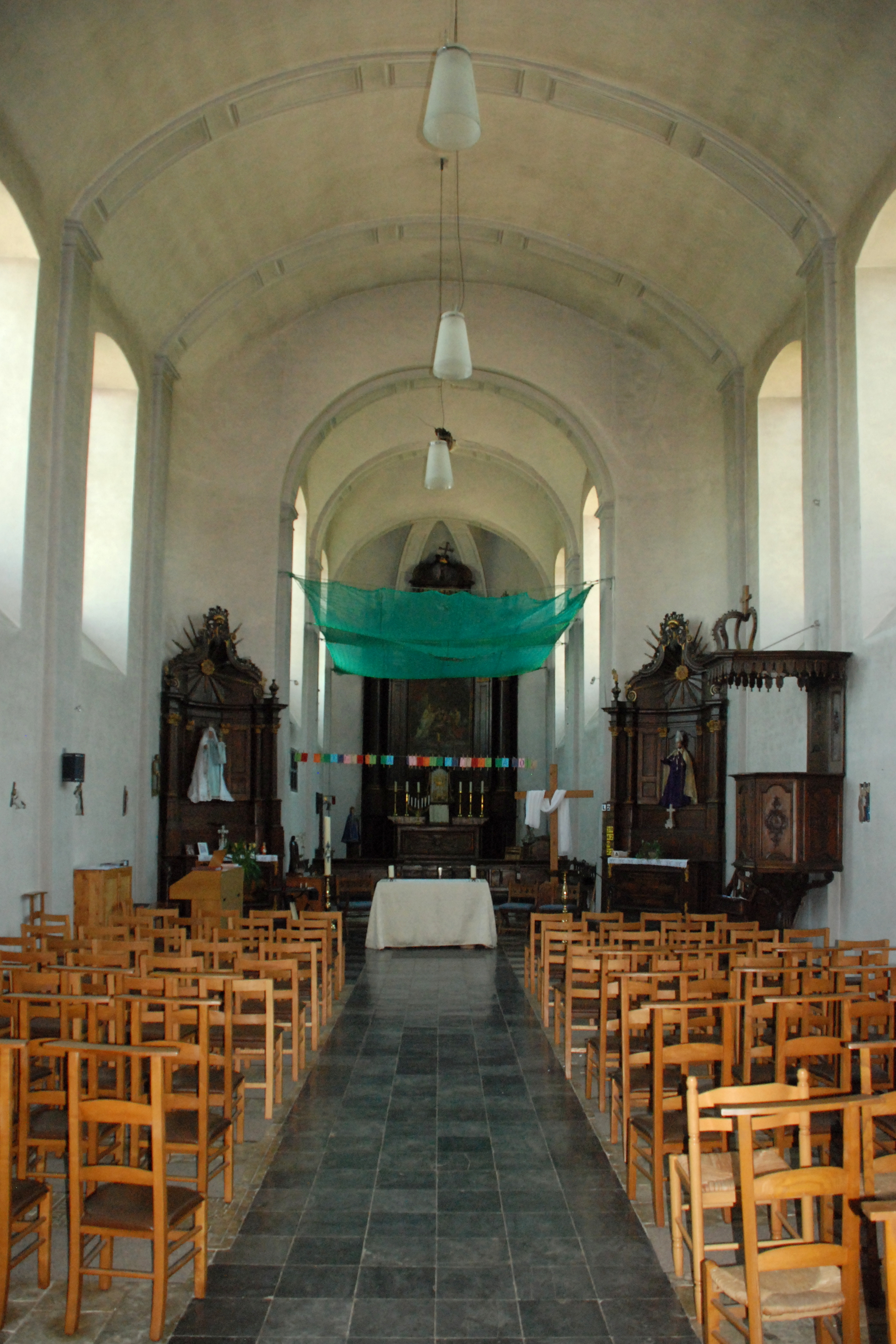
La nef.
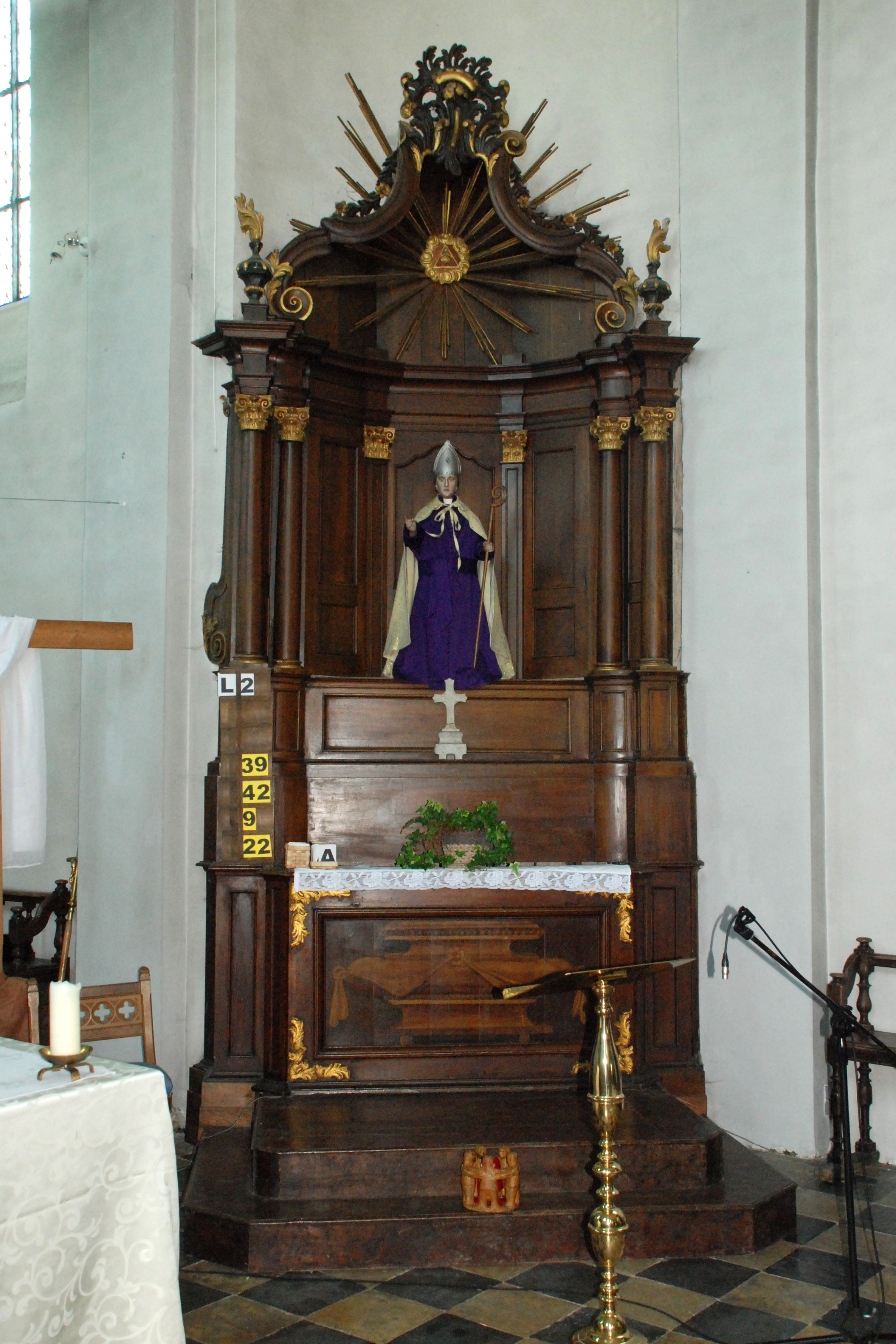
L'autel de saint Rémy.
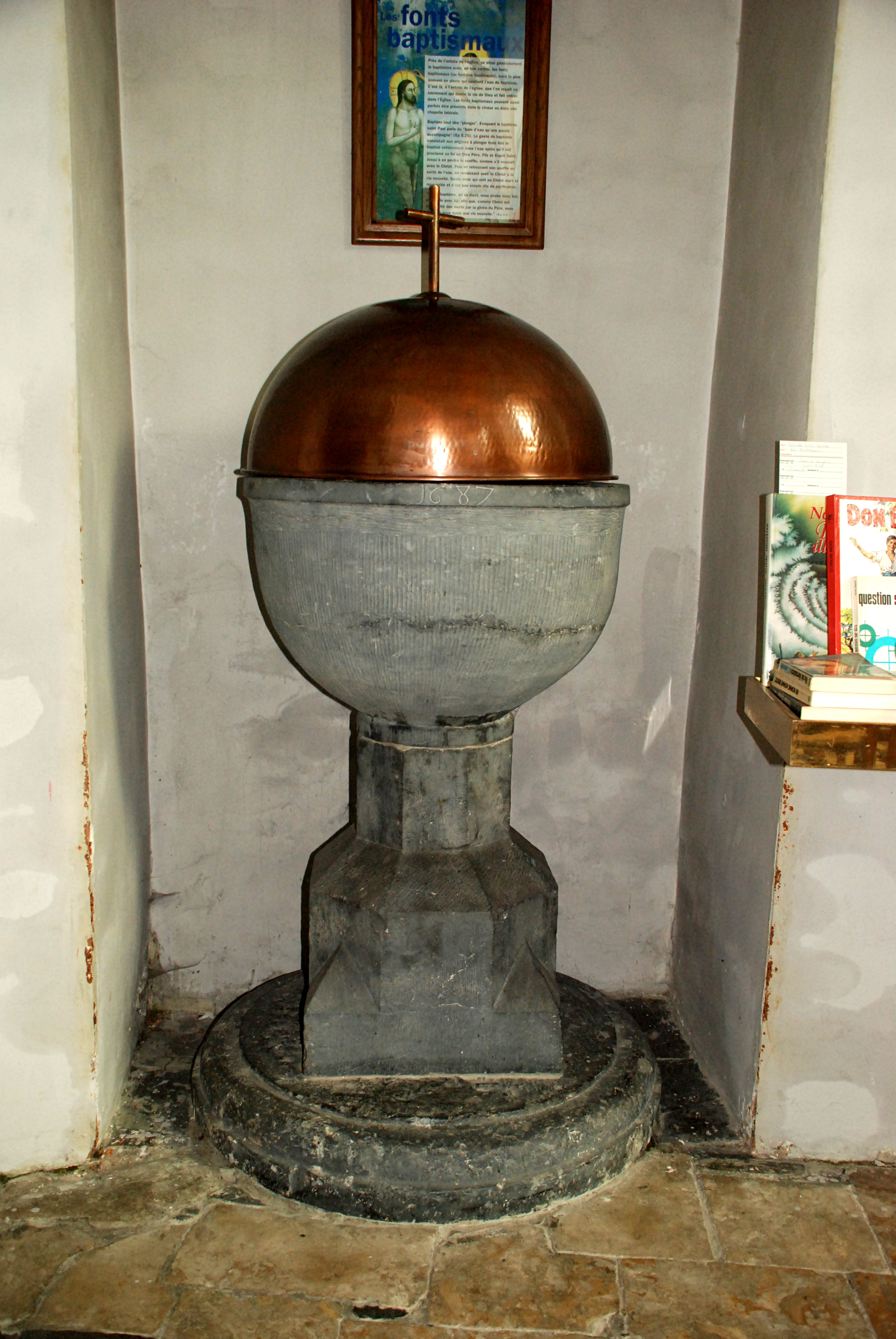
Les fonts baptismaux.

## Pierres tombales

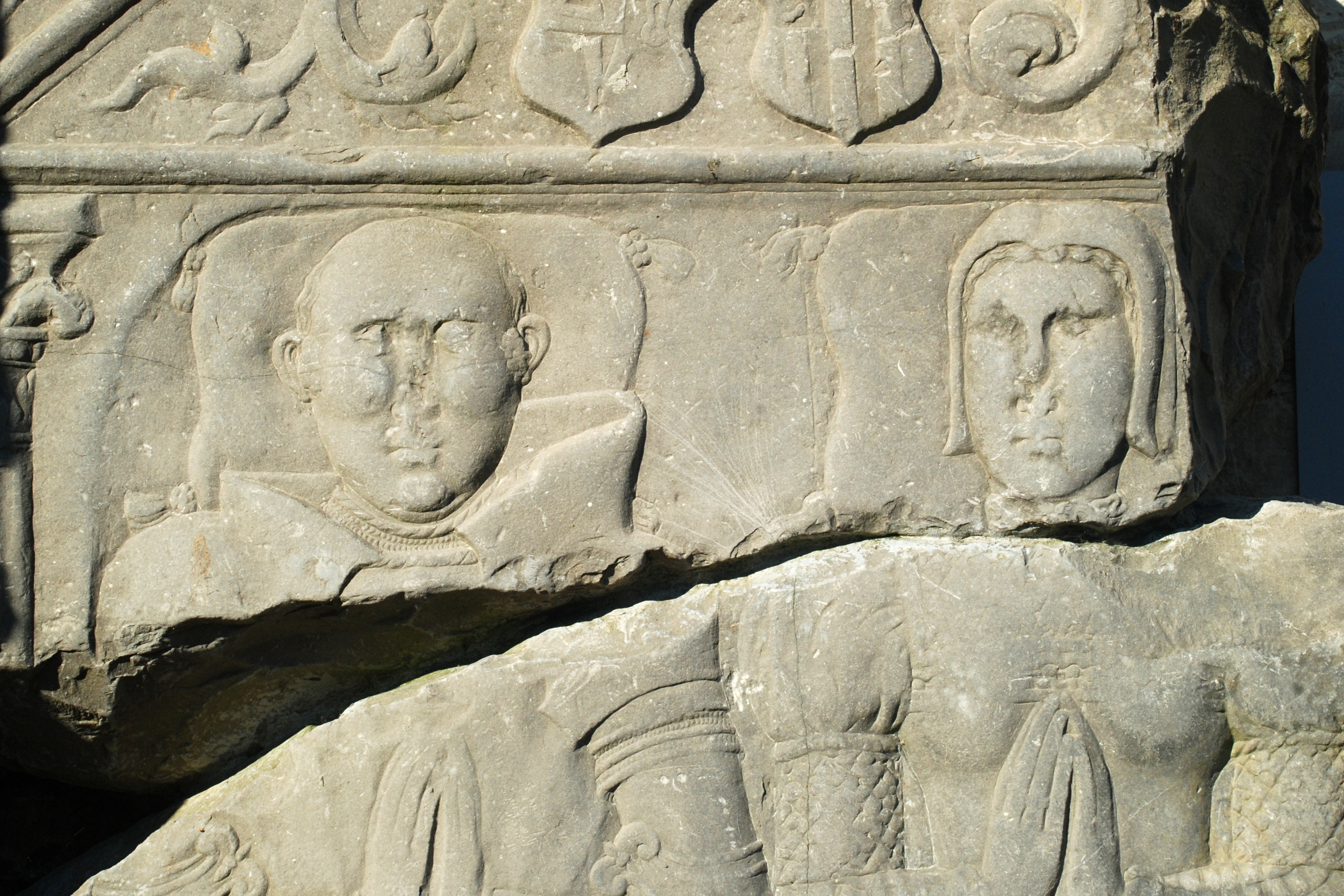
Les gisants de Raes de Fonteny
et de Jeanne de Raul.

Fixée au mur, à droite de la tour, se dresse une belle pierre tombale brisée qui a été restaurée en 2008.
Cette dalle funéraire qui date de la Renaissance offre la représentation d'un homme et d'une femme, entourés des deux colonnes qui servaient d'emblème à l'empereur Charles Quint. Selon la tradition, cette tombe aurait été celle d'un comte et d'une comtesse de Saint-Remy mais il s'agirait en fait de celle de Raes de Fonteny, maire de Geest-Gérompont mort en 1540, et de son épouse Jeanne de Raul (morte un 15 décembre).
Tarlier et Wauters ont en effet déchiffré l'inscription tumulaire comme suit :
Cy gist Raes de Fonteny
En son temps maïeur de Geest Geropont
Qui trespassa l'an XV et XL
…
Jeanne de Raul
…
XV de Xbre
Étrangement, la pierre semble avoir été taillée afin de séparer les époux jusqu'à la taille.
On trouve également sur un des murs de la sacristie le cartouche funéraire de style Louis XV (style rococo) du curé T. Larmormainy, mort en 1750.
Ce cartouche est orné d'un ciboire (illustrant la fonction du curé), de sarments de vigne et d'épis de blé (allusions au vin de messe et à l'hostie).

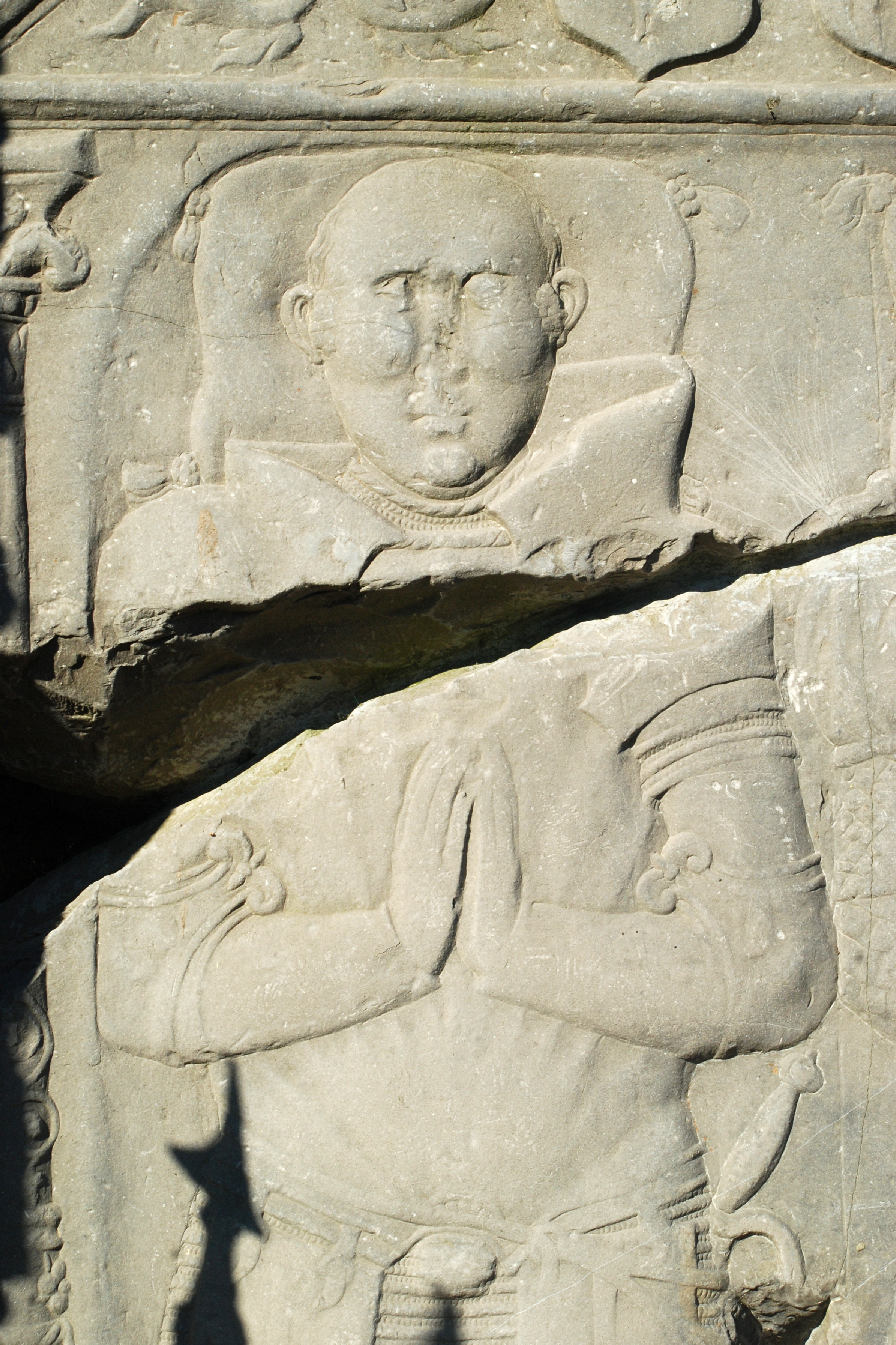
Raes de Fonteny.
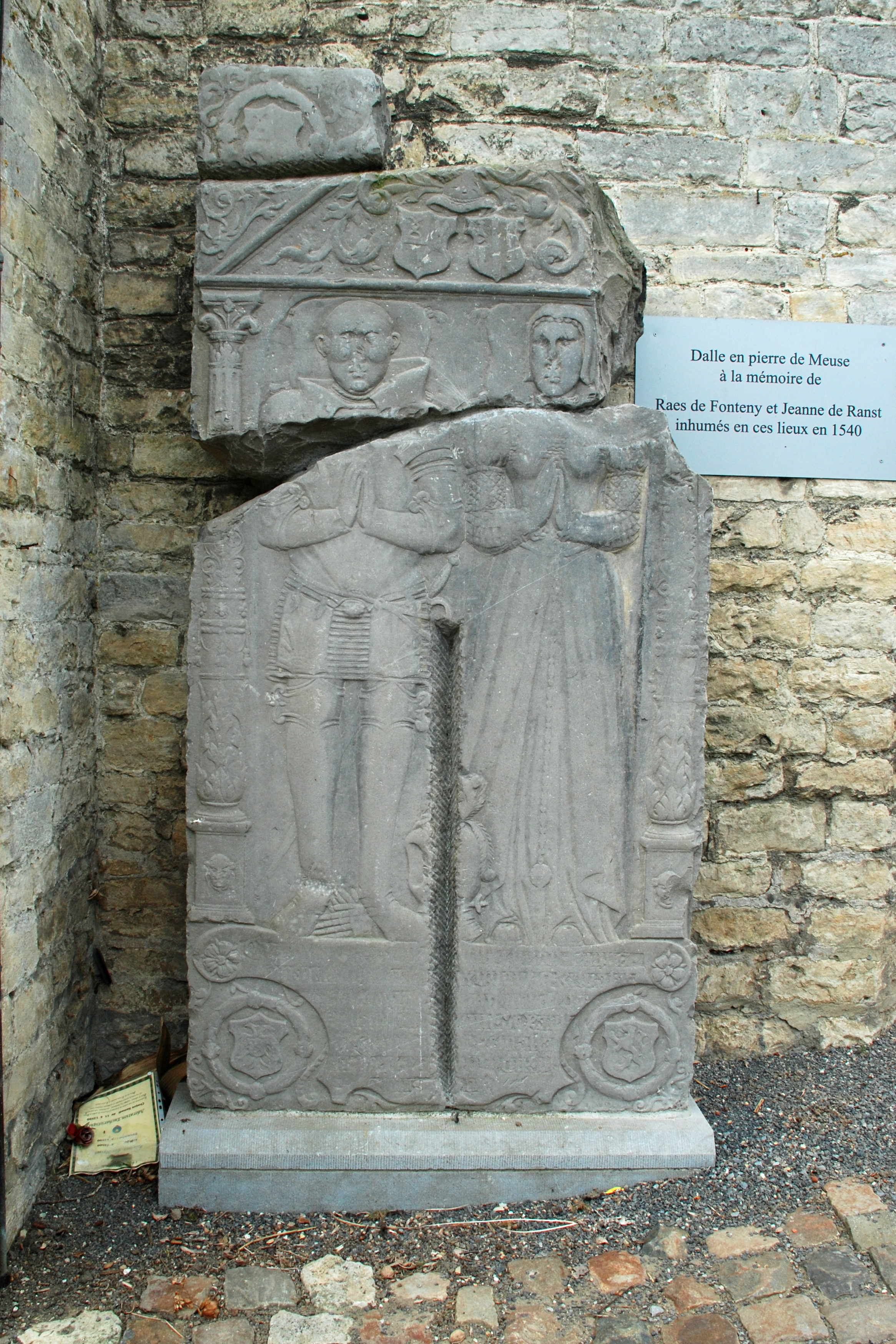
La dalle funéraire.
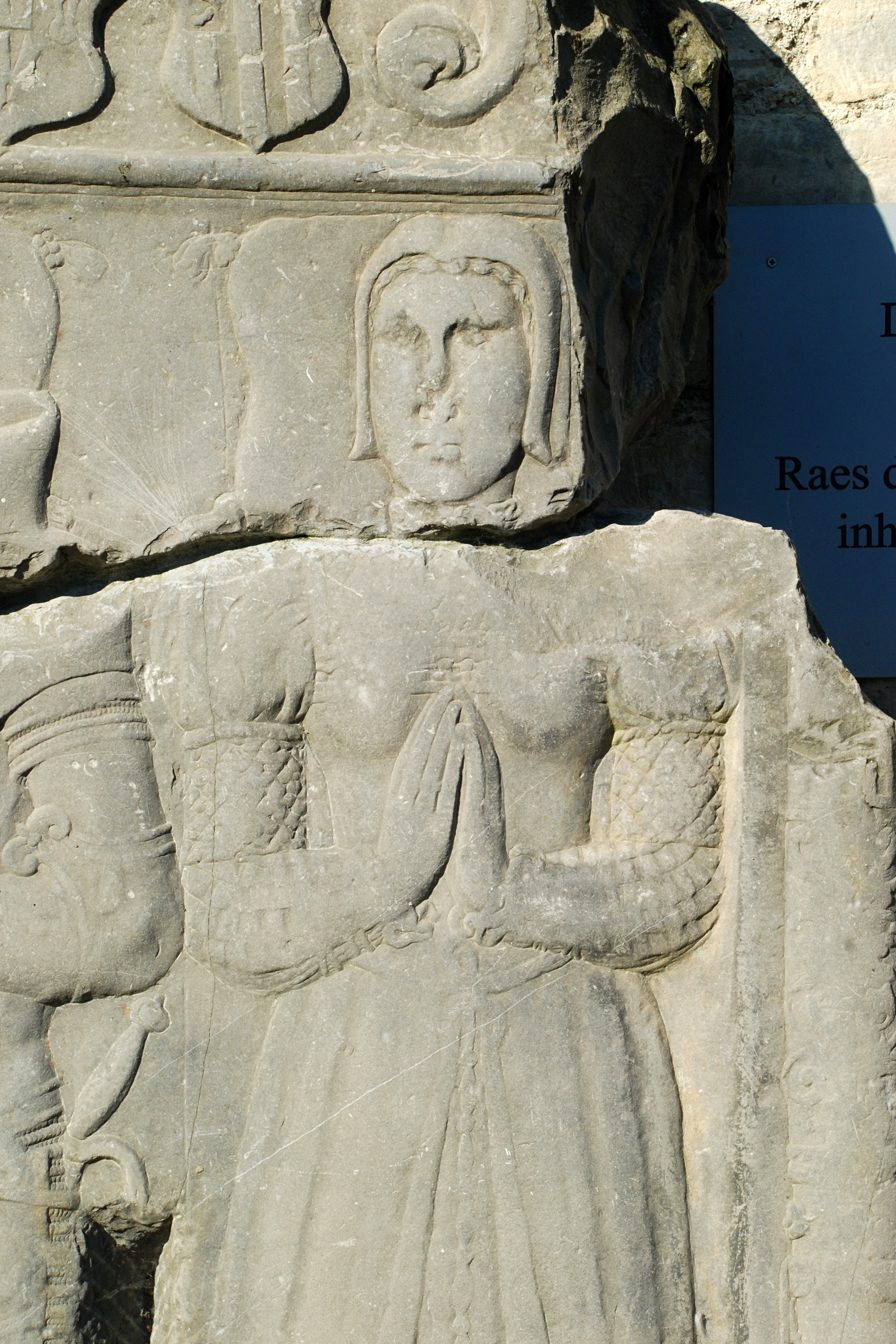
Jeanne de Raul.
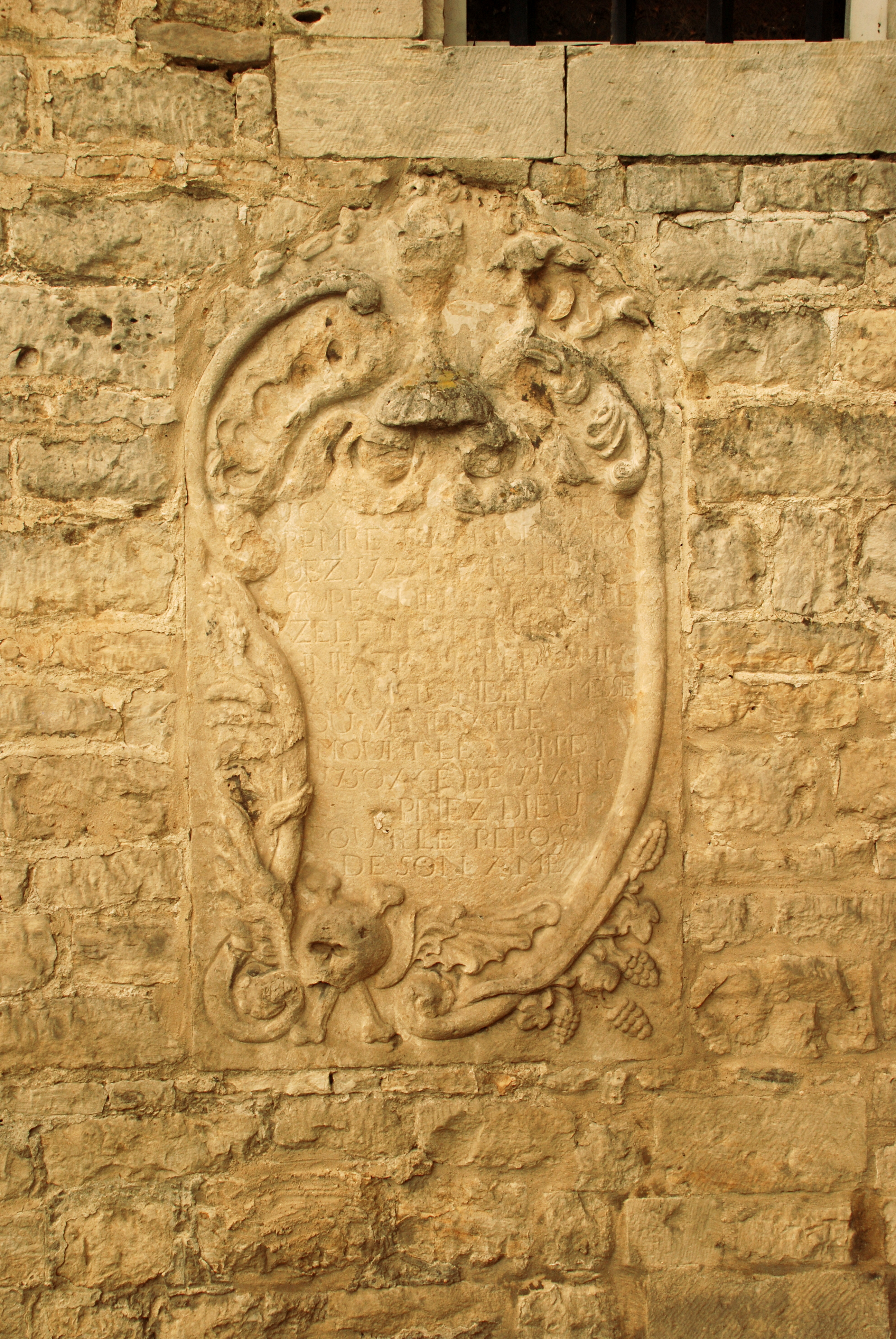
Cartouche funéraire du curé Larmormainy.